# Głowomłot olbrzymi

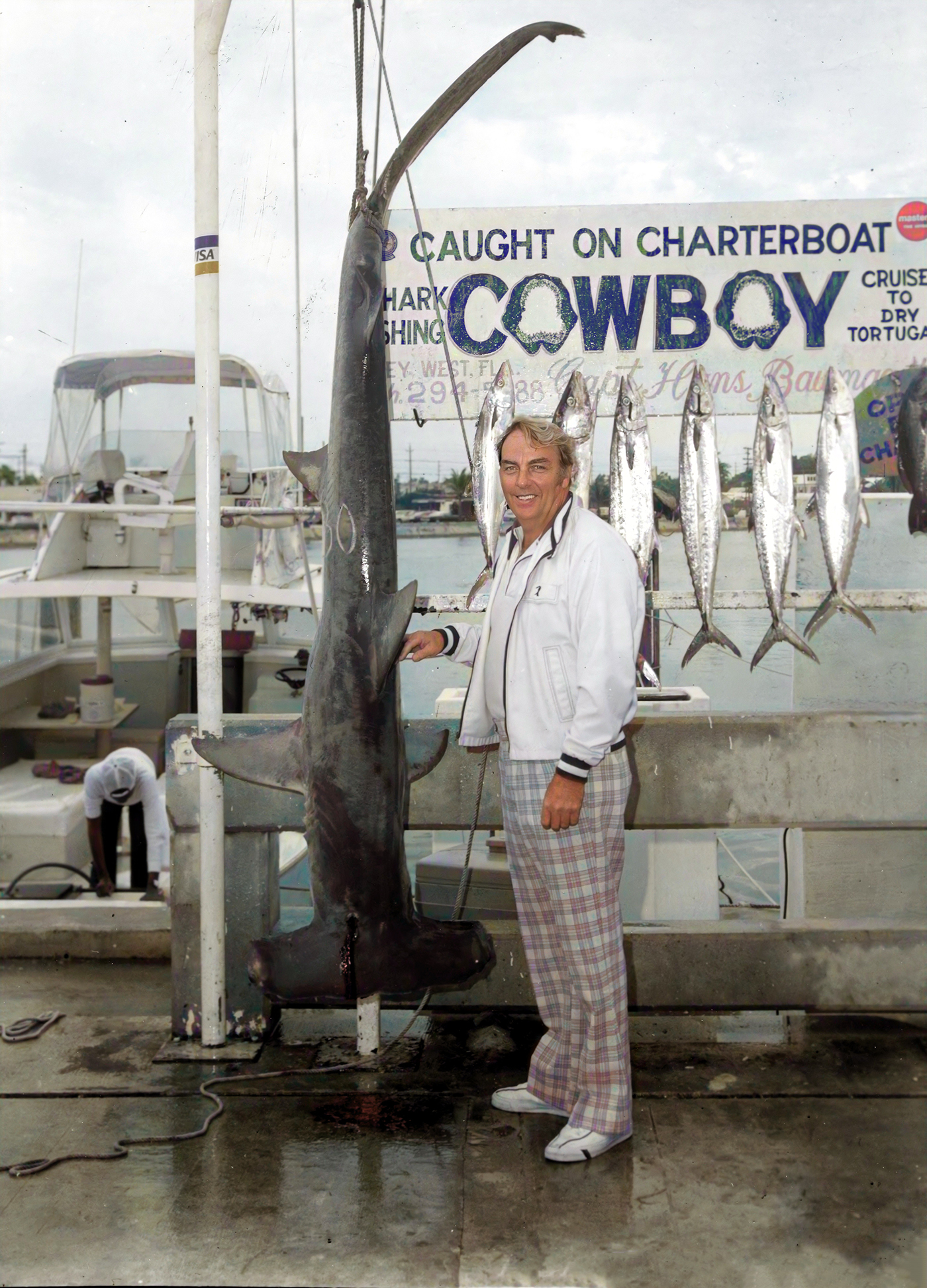
Rekiny te są zagrożone przez działalność człowieka

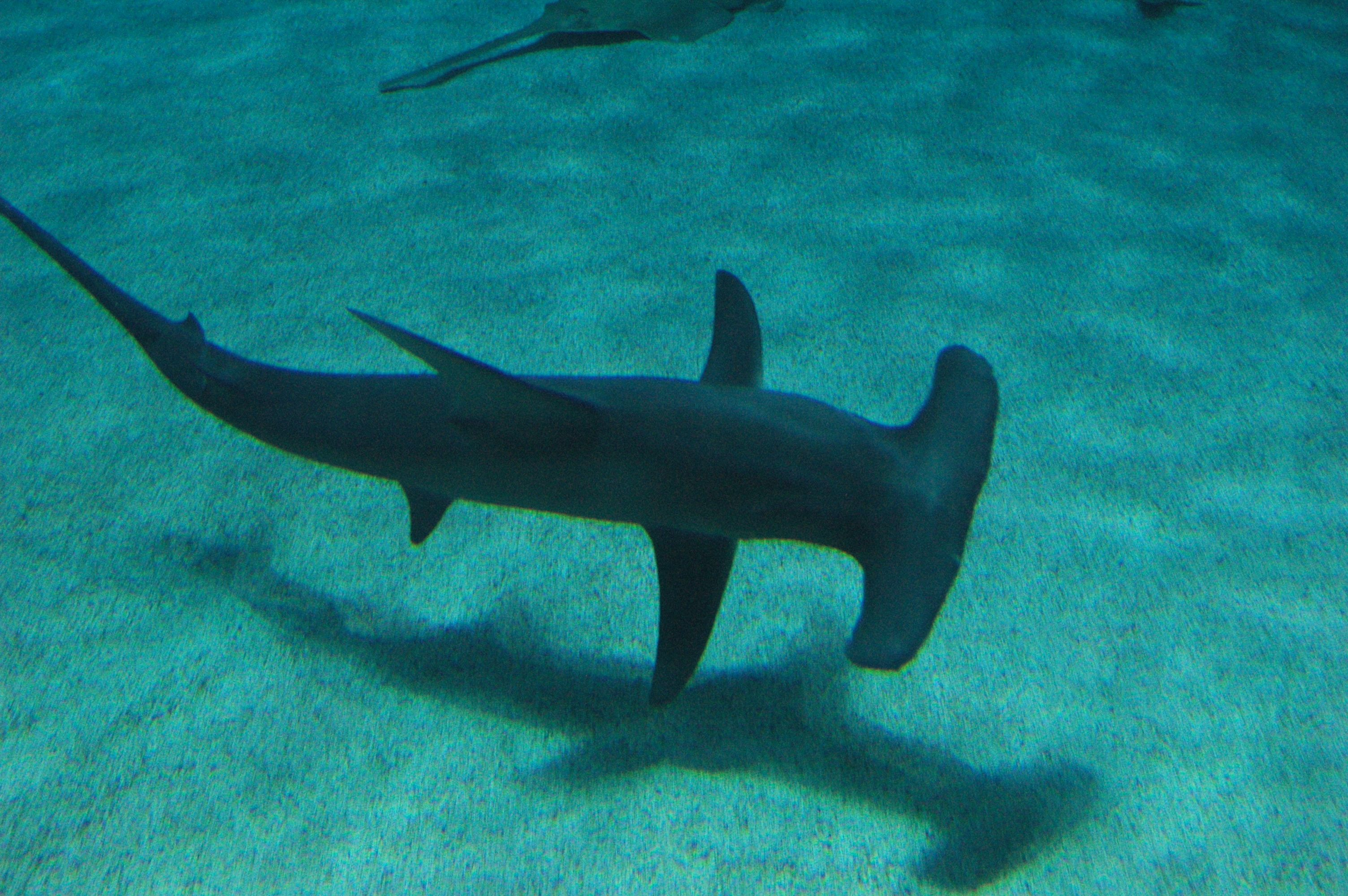
Widok od góry

Głowomłot olbrzymi, głowotomot wielki (Sphyrna mokarran) – gatunek krytycznie zagrożonego wyginięciem rekina z rodzaju Sphyrna. Największy znany gatunek z rodziny młotowatych (Sphyrnidae) – osiąga długość do nawet 6 metrów. Pływa w strefie tropikalnej i subtropikalnej oceanów na całym świecie, spotykany też w Morzu Śródziemnym.

## Taksonomia i filogenetyka
Po raz pierwszy rekin ten został opisany w 1837 roku przez niemieckiego przyrodnika Eduarda Rüppella, pod nazwą Zygaena mokarran. W późniejszych latach zmieniono nazwę na Sphyrna mokarran. Przez wiele lat jednak uważano, że prawidłowa nazwa ryby to Sphyrna tudes, ale okazało się, że zilustrowane pod tą nazwą osobniki były tak naprawdę innym gatunkiem. Sphyrna mokarran, będąc następnym najstarszym synonimem, został prawidłową nazwą gatunku. Lektotyp tego gatunku to 2,5-metrowy samiec z Morza Czerwonego.

## Występowanie i środowisko
Głowomłot olbrzymi występuje okołoglobalnie w strefie tropikalnej i subtropikalnej oceanów, w tym w wodach Morza Śródziemnego. Pływa w wodach do głębokości 300 metrów, zwykle do 100. Preferuje rafy koralowe, szelfy kontynentalne, laguny, głębokie wody w pobliżu lądu.

## Opis
Bardzo duża ryba z charakterystycznym dla rekinów młotów kształtem głowy. Kolejną typową cechą jest duża, trójkątna pierwsza płetwa grzbietowa. Ubarwienie szarobrunatne, oliwkowe lub brązowe.

## Biologia i ekologia

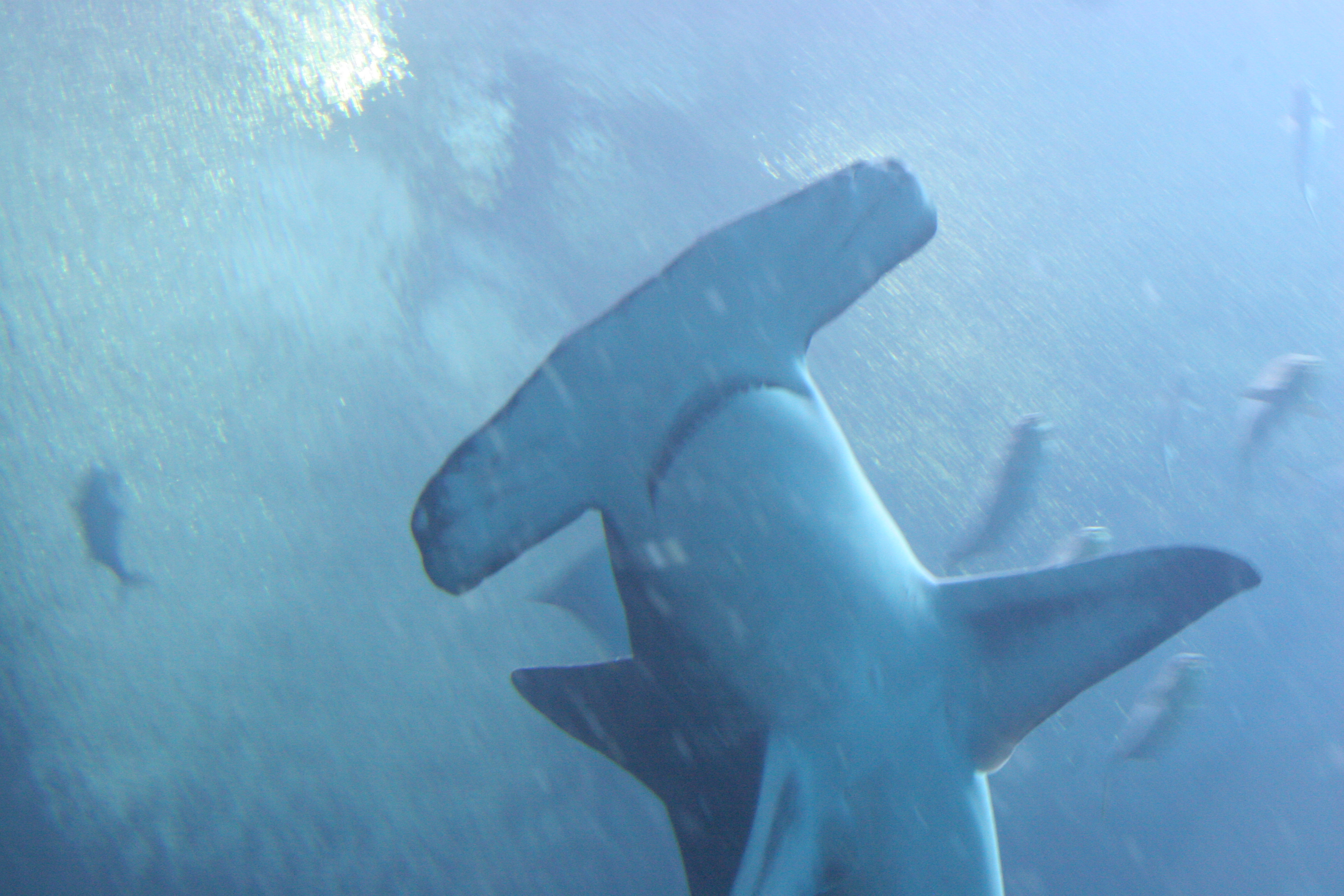
Głowa od spodu

Pelagiczny, częściowo oceaniczny rekin będący drapieżnikiem polującym głównie na płaszczki, graniki i sumy morskie, nie stroni też od małych ryb kostnych, krabów, kałamarnic, innych rekinów, homarów – ma dość urozmaiconą dietę. Potencjalnie niebezpieczny dla człowieka. Okazjonalnie chwytany podczas połowów. Mięso przetwarzane do spożycia dla ludzi, olej z wątroby jako witaminy, płetwy są zaś wykorzystywane jako składnik zupy. Produkuje się z niego mączkę rybną.

## Rozmnażanie
Trze się przy powierzchni wody i jest żyworodny. Samica jednorazowo rodzi od 6 do 42 młodych po 11 miesiącach od zapłodnienia.